# Dialectica (Werk)
Dialectica ist ein Werk des französischen Philosophen Petrus Abaelardus. Es entstand um das Jahr 1120 und beinhaltet die Logik Abaelards.

## Entstehungszeit, Überlieferung und Ausgaben
Man nimmt an, dass das Werk zwischen 1117 und 1121 entstand. In der Folge überarbeitete Abaelard die Dialectica drei Mal, wobei er jeweils neue Textpassagen hinzufügte. Die älteste erhaltene Handschrift entstand um die Mitte des 12. Jahrhunderts.

## Ausgaben
- Codex Victorinus Paris. B. N. Lat. 14614; olim Victorinus 844, (mittelalterliche Handschrift)
- Victor Cousin (Hrsg.): Ouvrages inédits d'Abélard, Paris 1836, ss. 173–497.
- Lambertus Marie de Rijk (Hrsg.): Dialectica. Van Gorcum, Assen 1956 (2. Auflage: 1970).